# Genoa (Illinois)
Genoa is een plaats (city) in de Amerikaanse staat Illinois, en valt bestuurlijk gezien onder DeKalb County.

## Demografie
Bij de volkstelling in 2000 werd het aantal inwoners vastgesteld op 4169. In 2006 is het aantal inwoners door het United States Census Bureau geschat op 4773, een stijging van 604 (14,5%).

## Geografie
Volgens het United States Census Bureau beslaat de plaats een oppervlakte van 5,0 km², geheel bestaande uit land. Genoa ligt op ongeveer 268 m boven zeeniveau.

## Plaatsen in de nabije omgeving
De onderstaande figuur toont nabijgelegen plaatsen in een straal van 20 km rond Genoa.